# Liedertafel

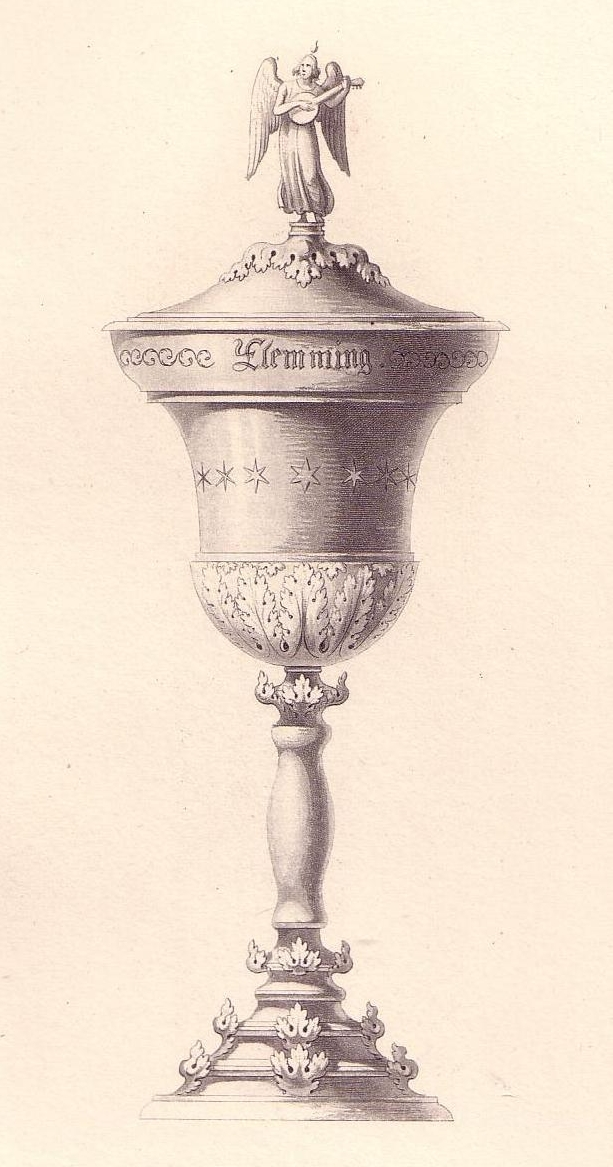
Flemming, la coupe de la Zeltersche Liedertafel, esquisse de Karl Friedrich Schinkel, vers 1813

Une Liedertafel est à l'origine une table ronde selon le modèle de la table ronde du Roi Arthur, où des amis « de différentes professions et positions, étaient d'accord dans leur idéal de partager leur passion d'amour pour le chant ».

## Historique
La Zeltersche Liedertafel de Berlin, la plus ancienne du genre, était à l'origine de cet idéal. Diverses Liedertafel ont été fondées ultérieurement selon ce modèle dans les régions de langue allemande. 
L'idéal de la Liedertafel, qui à l'origine était de surtout favoriser l'art de l'interprétation, s'est toutefois, progressivement perdu. Les Liedertafel suivantes se sont centrées, sur, outre la convivialité, la pratique de l'interprétation, tandis que les Zeltersche Liedertafel sont restées plutôt en cercle fermé avec peu d'exécutions en public.
Anton Bruckner, qui était membre et devint ensuite directeur de la Liedertafel Frohsinn, a composés une trentaine de composition, ainsi que des devises pour cette Liedertafel et d'autres sociétés chorales, notamment la Liedertafel Sängerbund.  
Il existe actuellement de nombreuses sociétés chorales sous le nom de Liedertafel, une dénomination des sociétés chorales dans les régions de langue allemande, qui se consacrent surtout à diverses exécutions en public. Fait exception la Liedertafel der Sing-Akademie zu Berlin, refondée en 2006, qui a restauré la tradition de la Zelterschen Vereinigung en tant que lieu de rencontre exclusif de poètes, compositeurs et chanteurs.

## Sources
- Johann Wilhelm Bornemann, Die Zeltersche Liedertafel in Berlin, Berlin, Verlag der Deckerschen Secret Ober-Hofbuchdruckerei, 1851
- Hermann Kuhlo, Geschichte der Zelterschen Liedertafel von 1809-1909 dargestellt nach den Tafelakten von Prof. Hermann Kuhlo, propriété de la Sing-Akademie zu Berlin, Verlag Horn & Raasch, Berlin 1909
- Hermann Hoppe, Lieder der Geselligkeit. Aus dem Liederschatze der Zelterschen Liedertafel. Zelter-Grell-Rungenhagen, édition propre de l'éditeur, Berlin-Charlottenburg, sans année d'édition